# Diffusionsnetz
Ein Diffusionsnetz ist ein Computernetzwerk, in dem sich gesendete Daten ungeachtet ihrer Bestimmung im gesamten Übertragungsmedium ausbreiten. Die einzelnen Teilnehmer (zum Beispiel Netzwerkkarten) erkennen anhand der Adressierung der Daten, ob sie diese entgegennehmen oder ignorieren. Im Extremfall erreicht eine Nachricht alle Teilnehmer gleichzeitig.
Das bekannteste Diffusionsnetz sind der öffentliche Rundfunk oder LANs in Bustopologie wie das
Ethernet. Man spricht bei Netzen, in denen eine Sendung sämtliche Teilnehmer erreicht, auch von Broadcast-Netzen.
Bei einem Diffusionsnetz ist jeder Knoten an das gemeinsame Übertragungsmedium angeschlossen und kann damit jedes Datenpaket lesen.
Wenn einzelne Teilnehmer bestimmte Datenpakete nicht lesen können sollen, müssen diese vor dem Versenden  verschlüsselt werden. Ein weiteres Problem ist die geteilte Bandbreite, da in der Regel immer nur eine Station zur selben Zeit senden darf.
Weitere Beispiele für Diffusionsnetze sind auch die Topologien Ring und Bus.